# のだめカンタービレ 最終楽章
『のだめカンタービレ 最終楽章』（のだめカンタービレ さいしゅうがくしょう）は、二ノ宮知子の漫画『のだめカンタービレ』を原作とした日本の映画である。テレビドラマ版の続編という形で前後編2部作で制作された。監督はドラマ版の演出に引き続き、前編を武内英樹、後編を川村泰祐が務め、共に映画初監督デビューを果たした。2010年上半期邦画興収は前編が2位、後編が3位という結果となった。
撮影は国内だけでなく、フランス、チェコ、スロバキア、オーストリアといった海外でも敢行された。新キャストは谷原章介、なだぎ武（ザ・プラン9）、チャド・マレーンが参加しており、外国人役には現地の役者が多数採用されている。ル－・マルレ・オーケストラはブルノ国立フィルハーモニー管弦楽団、映画冒頭ベートーヴェン交響曲第7番、楽友協会での演奏はハラデッツ・フィルハーモニー。オーケストラのシーンではブルノ・フィルハーモニーのほか、フラデツ・クラーロヴェー・フィルハーモニー管弦楽団などのメンバーもエキストラとして協力した。ドラマ同様にのだめオーケストラもR☆Sオケメンバーとしてエキストラ出演した。また、のだめのピアノ演奏は、中国人ピアニストのラン・ランが担当した。

## 解説

### 前編
2009年12月19日に公開された。公開前日の2009年12月18日放送金曜プレステージ『映画公開記念ドラマレジェンドのだめカンタービレinヨーロッパ完結への序章〜第1夜』および、19日放送土曜プレミアム『映画公開記念ドラマレジェンドのだめカンタービレinヨーロッパ完結への序章〜第2夜』で新撮影部分を含めた再編集版を放送。また、2008年1月4 - 5日には同局系列で2夜連続でスペシャルドラマ『のだめカンタービレ 新春スペシャルinヨーロッパ』が地上波再放送されている。
全国409スクリーンで公開され、12月19日 - 20日の初日2日間の成績は動員31万7,302人、興収3億9,429万1,600円となり週末興行収入で第2位、2009年フジテレビが製作した映画の中でも『アマルフィ 女神の報酬』を抜いて最高位となる好スタートとなった。香港、マカオ、台湾、シンガポールでも2010年3月に前編が公開されており、特に香港では初登場2位を記録するヒットとなった。最終興収は41億円になり2010年度興行収入邦画第6位となっている。
後編公開前の2010年4月10 - 16日には、復習上映会と称し再上映された。

### 後編
2010年4月17日に公開された。映画公開を記念して、2010年4月15日にはフジテレビ系『めざましテレビ』とのタイアップの視聴者参加型演奏コンテスト、『のだめファイナルみんなで“ベト7”ロードto武道館』が開催。コンテストにはベートーヴェン交響曲第7番第1楽章が使われた。
全国410スクリーンで公開。初日は主演俳優および監督が4チームに分かれ、東京3カ所、神奈川2カ所、大阪2カ所で18回の舞台挨拶が行われた。舞台挨拶の累計観客動員は1万2,107人となり、東宝では舞台挨拶の歴代最高回数となった。また、2010年4月17-18日初日2日間で動員43万7,613人、興収5億6,307万5,250円になり映画観客動員ランキング（興行通信社調べ）で初登場第3位となった（第1位は『アリス・イン・ワンダーランド』、第2位は『名探偵コナン 天空の難破船』）。
公開第2週目には累計動員109万人、興収13億5500万円となり、公開第3週目には興収20億円を突破し、前後編を通じての観客動員数が500万人を突破、公開第5週目には動員259万人、興収31億3,000万円、公開第6週目で累計動員数は275万913人、興収は33億2,833万9,870円となる大ヒットとなっている。最終興収は37.2億円になり2010年度興行収入邦画第8位となっている。

## キャスト
※外国人キャストのセリフは、声優などが声を当てる形となっている。
前後編共通
- 野田 恵：上野樹里
- 千秋 真一：玉木宏
- 峰 龍太郎：瑛太
- 三木 清良：水川あさみ
- 奥山 真澄：小出恵介
- フランク・ラントワーヌ：ウエンツ瑛士
- タチヤーナ・ヴィシニョーワ：ベッキー
- 孫 Rui：山田優
- 松田 幸久：谷原章介
- テオ：なだぎ武 （ザ・プラン9）
- 鈴木 薫：松岡恵望子
- 黒木 泰則：福士誠治
- エリーゼ：吉瀬美智子
- 峰 龍見：伊武雅刀
- フランツ・フォン・シュトレーゼマン：竹中直人
- ジャン・ドナデュウ：ジリ・ヴァンソン
- シャルル・オクレール ：マヌエル・ドンセル
- マジノ：猫背椿

前編のみ
- 並木 ゆうこ：山口紗弥加
- ポール・デュボワ：チャド・マレーン
- トマ・シモン：マンフレット・ウダーツ
- ノエミ・クルベ ：シンシア・チェストン
- アレクシ・ソラン ：ニコラス・コントス
- ノースリーブ：ジリ・N・ジェリネク
- ストライプ ：ローラン・リグレ
- ホルン：ジョナサン・ハミル
- チェロ首席：ウォルター・ロバーツ
- ファゴット首席：ニコス・ビィファロ・ビィンチェンゾ
- シンバル：マーク・トゥリアン
- 大太鼓：ロイック・ガルニエ
- ダニエル：ロビン・デュビー
- ジェイムズ・デプリースト：ジェイムズ・デプリースト
- いつもの席に座る老人： ルボミール・リプスキー (英)
- 池で船の少年：ギョーム
- カトリーヌ ：ルカ・プラトン
- マダム・ラントワーズ ：ナダ・コヴァリンコヴァ

後編のみ
- 野田辰男 ‐ 岩松了
- 野田洋子 ‐ 宮崎美子
- 片平なぎさ ‐ 片平なぎさ（カメオ出演）
- ヤドヴィガ（ヤドヴィ） - エグランティーヌ・ランボヴィル（声：蒼井優）

楽団員
- コンセール・パドルー
- ブルノ国立フィルハーモニー管弦楽団
- プラハ交響楽団
- プラハ・ラジオ交響楽団

## スタッフ
のだめカンタービレ 最終楽章 前編
- 原作 - 二ノ宮知子
- 脚本 - 衛藤凛
- 監督 - 武内英樹
- 製作 - 亀山千広
- エグゼクティブプロデューサー - 石原隆、和田行、吉羽治、畠中達郎、島谷能成
- プロデュース - 若松央樹
- プロデューサー - 前田久閑、和田倉和利
- ラインプロデューサー - 森徹
- 撮影 - 山本英夫
- 照明 - 小野晃
- 録音 - 柿澤潔、北村峰晴
- 美術デザイン - あべ木陽次
- 編集 - 松尾浩
- 記録 - 渡辺美恵
- VFXプロデューサー - 大屋哲男
- ミュージックエディター- 小西善行
- 美術プロデュース - 柴田慎一郎
- 美術進行 - 森田誠之
- スタイリスト - 西ゆり子
- 助監督 - 日垣一博、関野宗紀
- 製作担当 - 嘉藤博、梶川信幸
- 製作 - フジテレビジョン、講談社、アミューズ、東宝、FNS27社
- 製作プロダクション - シネバザール
- 協賛：ミスタードーナツ
- 配給 - 東宝

のだめカンタービレ 最終楽章 後編
※ 異動があったもののみ記載。
- 総監督：武内英樹
- 監督：川村泰祐

## 演奏
- のだめオーケストラ、飯森範親（指揮）
- チェコ・フィルハーモニー管弦楽団、ズデニェク・マーツァル（指揮）、Sergei Edelmann（ピアノ）
- ロンドン・フィルハーモニー管弦楽団、大友直人（指揮）
- ラン・ラン（ピアノ）
- 竹内正実（テルミン）
- 池田昭子（オーボエ）、三輪郁（ピアノ）
- 太田雅音（バイオリン）、沼光絵理佳（ピアノ）
- 金子鈴太郎（チェロ）
- 小山清（バソン）、原田愛（ピアノ）
- Ju-Young Baek（バイオリン）
- 東京フィルハーモニー交響楽団、三舩優子（ピアノ）

## 主題曲
- オープニング曲：ベートーヴェン「交響曲第7番」第1楽章第4楽章（後編はラン・ランによるピアノソロ）
- エンディング曲：ガーシュウィン（原編曲：グローフェ）「ラプソディ・イン・ブルーより」

## BGM
のだめカンタービレ 最終楽章 前編
- ベートーヴェン：交響曲第7番イ長調作品92より第1楽章
- ベートーヴェン：交響曲第7番イ長調作品92より第4楽章
- チャイコフスキー: バレエ音楽「くるみ割り人形」 小序曲
- チャイコフスキー: バレエ音楽「白鳥の湖」 情景（第2幕）
- ベートーヴェン：交響曲第9番ニ短調作品125「合唱付き」より 第4楽章から
- グリーグ: 「ペールギュント」組曲作品55- アラビアの踊り
- デュカス：交響詩「魔法使いの弟子」
- グリーグ: 「ペールギュント」組曲作品55 - ソルヴェイグの歌
- ラヴェル：「ボレロ」
- モーツァルト：ピアノソナタ第11番イ長調K.331より 第3楽章「トルコ行進曲」
- ショパン: ワルツ第6番「小犬のワルツ」 変ニ長調 Op.64-1
- ショパン: 革命のエチュード ハ短調 Op.10-12
- ドヴォルザーク：チェロ協奏曲ロ短調作品104/B.191より 第1楽章から ピアノ伴奏版
- モーツァルト：オーボエ協奏曲ハ長調 K.314/285dより 第1楽章 ピアノ伴奏版
- サラサーテ：「ツィゴイネルワイゼン」 ピアノ伴奏版
- ジョリヴェ：バソン協奏曲より 第1楽章 ピアノ伴奏
- グリーグ: ヴァイオリン・ソナタ第3番 ハ短調 Op.45- 第2楽章
- ベートーヴェン：交響曲第9番ニ短調作品125「合唱付き」より第2楽章
- チャイコフスキー：序曲「1812年」
- J.S.バッハ：ピアノ協奏曲第1番ニ短調BWV1052より第1楽章
- J.S.バッハ：ピアノ協奏曲第1番ニ短調BWV1052より第3楽章
- チャイコフスキー：交響曲第6番ロ短調作品74「悲愴」より 第4楽章から
- ベートーヴェン：交響曲第5番ハ短調作品67「運命」より 第4楽章
- マーラー：交響曲第5番嬰ハ短調より 第4楽章
- エドワード・エルガー：「エニグマ」変奏曲より 第9変奏「ニムロッド」
- ジョージ・ガーシュウィン（原編曲：グローフェ）「ラプソディ・イン・ブルーより」
- ショパン：ピアノ協奏曲第1番ホ短調作品11より 第1楽章

のだめカンタービレ 最終楽章 後編
- ショパン：ピアノソナタ第3番ロ短調作品58より 第1楽章
- ドビュッシー：「映像」第1集より 「水に映る影」
- ヨハン・シュトラウス2世：トリッチ・トラッチ・ポルカ
- ベートーヴェン：ピアノソナタ第31番変イ長調作品110より 第1楽章
- ベートーヴェン：ピアノソナタ第31番変イ長調作品110より 第3楽章から
- ラヴェル：ピアノ協奏曲ト長調より 第1楽章
- ショパン：ピアノ協奏曲第1番ホ短調作品11より 第1楽章
- ショパン：ピアノ協奏曲第1番ホ短調作品11より 第3楽章から
- サン＝サーンス：「サムソンとデリラ」より バッカナール
- ベートーヴェン：ピアノソナタ第8番ハ短調作品13「悲愴」より 第2楽章 Adagio cantabile
- モーツァルト：2台のピアノのためのソナタ ニ長調K.448/375aより 第1楽章
- 大島ミチル/松谷卓編：「もじゃもじゃ組曲」より第1曲「もじゃもじゃの森」から “のだめとヤドヴィ” ヴァージョン
- フランス民謡：「アヴィニヨンの橋の上で」
- ブラームス：ヴァイオリン協奏曲ニ長調作品77より 第3楽章

## ロケ地
- フランス - ポン・デ・ザール、ヴェール・ギャラン小公園、レアール広場、サン・トゥスタッシュ教会、テルヌ広場、コンコルド広場、テュイルリー宮殿、ヴァンドーム広場、アンドレ・マルロー広場、ギャルリ・ヴィヴィエンヌ、ムフタール通り、サル・ガヴォ、サン・ジェルマン・デ・プレ教会、ビル・アケム橋、サン・マルタン運河、サクレ・クール寺院周辺、台湾領事館、ジャンヌ・ダルク幼稚園(ルーヴシエンヌ）
- チェコ - プラハ（スメタナ・ホール、マヤコフスキー・ドゥーム、ゴールデン・ウェル・ホテルなど)、ブルノ（ルジャンキー市民会館、マーヘン劇場）
- スロバキア -  ブラチスラヴァ（スロバキア国立劇場、レデュタ劇場）
- オーストリア - ウィーン楽友協会、ミヒャエル広場、ベルヴェデーレ宮殿

## 映像ソフト
のだめカンタービレ 最終楽章 前編（2010年6月4日発売）
- 「のだめカンタービレ 最終楽章 前編」 DVD：スペシャル エディション【3枚組】
- 「のだめカンタービレ 最終楽章 前編」 DVD：スタンダード エディション
- 「のだめカンタービレ 最終楽章 前編」 Blu-ray

のだめカンタービレ 最終楽章 後編（2010年10月8日発売）
- 「のだめカンタービレ 最終楽章 後編」 DVD：スペシャル エディション【3枚組】
- 「のだめカンタービレ 最終楽章 後編」 DVD：スタンダード エディション
- 「のだめカンタービレ 最終楽章 後編」 Blu-ray

2010年10月25日付のオリコン週間DVD総合チャートでは0.9万枚を売り上げシリーズ初の首位となった。
のだめカンタービレ 最終楽章 ロケ地マップ（2009年12月25日発売）
DVD1枚。2009年12月1日にオンエアされた「『のだめカンタービレ 最終楽章 前編』ヨーロッパロケ地マップ」の拡大完全版。

## CD
映画で使用された楽曲を集めたサウンドトラック『のだめカンタービレ 最終楽章 前編&後編』が2009年12月9日に発売されている。第24回日本ゴールドディスク大賞「サントラ・オブ・ザ・イヤー」を受賞した。クラシックのサントラCDとしては異例の売り上げを伸ばし、発売から約3か月間で累計出荷枚数10万枚に達した。
収録曲は以下のとおり。

### ディスク1
1. 交響曲第7番イ長調作品92より 第1楽章(11:33)
演奏：のだめオーケストラ、指揮：飯森範親、作曲：ベートーヴェン
2. 交響曲第7番イ長調作品92より 第4楽章(6:55)
演奏：のだめオーケストラ、指揮：飯森範親、作曲：ベートーヴェン
3. 交響詩「魔法使いの弟子」(11:45)
演奏：のだめオーケストラ、指揮：飯森範親、作曲：デュカス
4. 「ボレロ」(15:42)
演奏：のだめオーケストラ、指揮：飯森範親、作曲：ラヴェル
5. ピアノ協奏曲第1番ニ短調BWV1052より 第1楽章(8:31)
演奏：チェコ・フィルハーモニー管弦楽団、指揮：ズデニェク・マーツァル、作曲：J.S.バッハ、ピアノ：セルゲイ・エデルマン
6. ピアノ協奏曲第1番ニ短調BWV1052より 第3楽章(8:15)
演奏：チェコ・フィルハーモニー管弦楽団、指揮：マーツァル（ズデニェク）、作曲：J.S.バッハ、ピアノ：エデルマン（セルゲイ）
7. 序曲1812年(15:15)
演奏：ロンドン・フィルハーモニー管弦楽団、指揮：大友直人、作曲：チャイコフスキー

### ディスク2
1. ピアノソナタ第11番イ長調K.331より 第3楽章「トルコ行進曲」(2:33)
作曲：モーツァルト、ピアノ：ラン・ラン
2. ピアノソナタ第3番ロ短調作品58より 第1楽章(9:48)
作曲：ショパン、ピアノ：ラン・ラン
3. 「映像」第1集より 「水に映る影」(7:23)
作曲：ドビュッシー、ピアノ：ラン・ラン
4. ピアノソナタ第31番変イ長調作品110より 第1楽章(6:55)
作曲：ベートーヴェン、ピアノ：ラン・ラン
5. ピアノソナタ第31番変イ長調作品110より 第3楽章から(2:17)
作曲：ベートーヴェン、ピアノ：ラン・ラン
6. ピアノ協奏曲ト長調 より 第1楽章(8:49)
演奏：のだめオーケストラ、指揮：飯森範親、作曲：ラヴェル、ピアノ：ラン・ラン
7. ピアノ協奏曲第1番ホ短調作品11 より 第1楽章(19:59)
演奏：のだめオーケストラ、指揮：飯森範親、作曲：ショパン、ピアノ：ラン・ラン
8. ピアノ協奏曲第1番ホ短調作品11 より 第3楽章から(4:21)
演奏：のだめオーケストラ、指揮：飯森範親、作曲：ショパン、ピアノ：ラン・ラン
9. ピアノソナタ第8番ハ短調作品13「悲愴」より 第2楽章 Adagio cantabile(6:21)
作曲：ベートーヴェン、ピアノ：ラン・ラン
10. 2台のピアノのためのソナタ ニ長調 K.448/375a より 第1楽章(6:26)
作曲：モーツァルト、ピアノ：ラン・ラン
11. 大島ミチル/松谷卓編：「もじゃもじゃ組曲」より第1曲「もじゃもじゃの森」から “のだめとヤドヴィ” ヴァージョン(2:00)
演奏：竹内正実、作曲：大島ミチル、編曲：松谷卓、ピアノ：ラン・ラン
12. フランス民謡：「アヴィニヨンの橋の上で」(0:38)
ピアノ：ラン・ラン

### ディスク3
1. オーボエ協奏曲ハ長調 K.314/285dより 第1楽章 ピアノ伴奏版(6:45)
作曲：モーツァルト、オーボエ：池田昭子、ピアノ：三輪郁
2. 「ツィゴイネルワイゼン」 ピアノ伴奏版(8:59)
作曲：サラサーテ、バイオリン：太田雅音、ピアノ：沼光絵理佳
3. チェロ協奏曲ロ短調 作品104/B.191より 第1楽章から ピアノ伴奏版(11:56)
作曲：ドヴォルザーク、チェロ：金子鈴太郎、ピアノ：沼光絵理佳
4. バソン協奏曲より 第1楽章 ピアノ伴奏版(7:08)
作曲：ジョリヴェ、バスーン：小山清、ピアノ：原田愛
5. ヴァイオリン協奏曲ニ長調作品77より 第3楽章(8:25)
指揮：チェコ・フィルハーモニー管弦楽団、作曲：ブラームス、バイオリン：ペク・ジュヤン
6. 交響曲第5番ハ短調作品67「運命」より 第4楽章(11:54)
演奏：のだめオーケストラ、指揮：飯森範親、作曲：ベートーヴェン
7. 交響曲第9番ニ短調作品125「合唱付き」より 第4楽章から(4:21)
演奏：のだめオーケストラ、指揮：飯森範親、作曲：ベートーヴェン
8. エニグマ変奏曲より 第9変奏「ニムロッド」(3:58)
演奏：のだめオーケストラ、指揮：飯森範親、作曲：エルガー
9. 交響曲第5番嬰ハ短調 より 第4楽章(10:13)
演奏：のだめオーケストラ、指揮：飯森範親、作曲：マーラー
10. 交響曲第6番ロ短調作品74「悲愴」より 第1,4楽章から(2:31)
演奏：のだめオーケストラ、指揮：飯森範親、作曲：チャイコフスキー
11. ラプソディ・イン・ブルーより(3:42)
演奏：東京フィルハーモニー交響楽団、指揮：飯森範親、作曲：ガーシュウィン、ピアノ：三舩優子

また、後編公開を前に連続ドラマ、スペシャルドラマ版の曲やアニメ版用音源、未収録音源などを収録した『のだめカンタービレ コンプリート BEST 100』がDVD付きの初回生産限定盤と通常盤で2010年4月7日に発売された。